# Culhuacán
Culhuacán – jedna z szesnastu miejscowości w meksykańskiej delegacji Iztapalapa. Jest umieszczona na zachodnim zboczu Wzgórza Gwiazdy (Cerro de la Estrella). Od północy graniczy z miejscowością Iztapalapa de Cuitláhuac, a od południa z San Andrés i Santa María Tomatlán.

## Dzielnice
Culhuacán jest podzielona na osiem dzielnic. Niektóre z nich mają pochodzenie prehiszpańskie.
- Los Reyes Culhuacán
- San Antonio Culhuacán
- La Magdalena Culhuacán
- San Juan Culhuacán
- Santa Ana Culhuacán
- San Francisco Culhuacán
- San José Tula Culhuacán
- San Simón Culhuacán

W Culhuacán jakiś czas mieszkali Aztekowie po przybyciu do Kotliny Meksykańskiej, a przed założeniem Tenochtitlánu.